# This Strange Engine
This Strange Engine (englisch für „Dieser merkwürdige Motor“) ist das neunte Studioalbum der britischen Progressive-Rock-Band Marillion. Die CD wurde im April 1997 veröffentlicht. Es ist das erste von drei Marillion-Alben, die vom Label Castle Communications verlegt wurden.

## Hintergrund
Nach dem Konzeptalbum Brave und dem konzeptähnlichen Album Afraid of Sunlight folgte mit This Strange Engine ein Album dessen einzelne Stücke textlich nichts miteinander verbindet. Das Titelstück erzählt zum Beispiel von Steve Hogarths Kindheit, Estonia dagegen vom Untergang der Ostseefähre Estonia. Musikalisch bietet das Album sehr akustischen, teils auch poppigen Rock, besonders im Titelstück werden Marillions Wurzeln im Neo-Prog hörbar. This Strange Engine ist zwar ein Longtrack, die ausgewiesenen 30 Minuten sind in Wirklichkeit nur etwa 15, denen eine lange Stille folgt, die mit klavierbegleitetem Gelächter des Sängers beendet wird.

## Titelliste
1. Man of a Thousand Faces (07:33)
2. One Fine Day (05:31)
3. 80 Days (05:01)
4. Estonia (07:56)
5. Memory of Water (03:02)
6. An Accidental Man (06:12)
7. Hope for the Future (05:10)
8. This Strange Engine (30:24)

Bonustracks US-Release
1. Estonia (Positive Light Remix) (11:44)
2. 80 Days (Acoustic-Version) (04:20)

Bonustracks JP-Release
1. Beautiful (Acoustic-Version) (04:50)
2. Made Again (Acoustic-Version) (05:15)

## Singleauskopplungen
Als erste Single erschien im Mai 1997 Man of a Thousand Faces mit den Unplugged-Versionen von Beautiful und Made Again sowie einer längeren Version von Man of a Thousand Faces. Im September 1997 kam die zweite Single 80 Days heraus, zusammen mit den Live-Versionen von This Strange Engine und The Bell in the Sea. Die Singles erreichten keine Chartplätze.

## Rezeption
Das Album wurde mit vielen guten Kritiken – besonders der Titelsong – bedacht, audioholics.com hebt besonders die Soundqualität hervor.

## Trivia
Von diesem Album gibt es auch eine Remix-Version namens Tales From The Engine Room, erstellt von der Band The Positive Light.